# Chlorophorus petaini
Chlorophorus petaini là một loài bọ cánh cứng trong họ Cerambycidae.